# كلاش (مغني)
كلاش واسمه الحقيقي محمد الغامدي مغني راب سعودي من مواليد 1 مارس 1986 في مدينة جدة غرب السعودية، وهو مؤدي لأغاني الراب السعودي، لقب نفسه بسلاح الكلاشنكوف. وله شهرة داخل وسط أغاني الراب في السعودية والوطن العربي .

## مشواره الفني
بدأ كلاش مشواره الفني في أواخر 2004 وكان أول ظهور غنائي له للراب هو غناء أغاني الكول، وكأغلب مُغني الهيب هوب أو الراب بدأ كلاش مشواره كمغني مغمور أو كما يسمى Under Ground Rapper، أي أنه يغني تحت الأضواء من عمل وإنتاج أغاني عن طريق أدوات جداً بسيطة وحفلات غير رسمية ويصدر أغانيه بواسطة تقنية الإنترنت عن طريق المنتديات، وبدأ بأغاني «الكول» التي أصدرت ضجة بالمجتمع السعودي والعربي ولفتت أنظار الشباب السعودي إلى فن الهيب هوب أو الراب. وتعرض كلاش بسبب أغاني الكول للكثير من الانتقادات من قبل السلطات والجهات العُليا بسبب أن أغاني الكول كانت جريئة في محتواها، وتتحدث أغاني الكول عن فئة محلية من الشباب في المملكة تسمى بذلك الاسم «كول» وغيرها من الأمور الجريئة. وبعد اغاني الكول سجن كلاش بسبب قضية السب والشتم. ظل كلاش بالسجن قرابة الـ 3 أشهر وخلال تلك المدة في السجن فكر في أغنية يغنيها بعد خروجه من السجن مباشرة، وقد قام بكتابة كلمات أغنية تتحدث عن الأم والتي فيما بعد أصبحت اسم الاغنية باسم أغنية احبك.

## القبض عليه
في عام 2007 بعد إلقاء القبض عليه وإحالته من هيئة التحقيق والادعاء العام للمحكمة بلائحة إتهامات، منها السب والشتم والاستهزاء لفئات من المجتمع، في المقاطع الغنائية التي تنتجها الفرقة حكم عليه بالسجن 3 أشهر بعد التعاطف معه نظراً لصغر سنه البالغ آنذاك 21 عام.

## الظهور الإعلامي
في أواخر عام 2008 ظهر كلاش في برنامج أحمر بالخط العريض على قناة LBC وشرح كل الصعوبات التي واجهته في نشر فنه بالمجتمع السعودي وكشف الستار عن نفسه وبين شخصيته للكل. ساهمت حلقة برنامج احمر بالخط العريض في تغيير الصورة المشوشة عن كلاش عند أذهان الكل وأيضًا فضله الإعلامي الكبير في زيادة شهرته التلفزيونية وحصوله على عروض في مجال التمثيل مثل مسلسل بيني وبينك وأجريت معه أيضا مقابلة براديو إم بي سي إف إم مع المقدمة خديجة وشرح فيها عن بدايته للراب وعن الراب، وأجريت معه مقابلات في مجالات كثيرة أبرزها مجلة روتانا ومجلة سنوب اللبنانية وكانت مجلة روتانا تحمل بغلافها الأمامي صورة كلاش والفرقة وأجريت معه المقابلة عن الراب وعن كيفية دخوله عالم النجومية والأضواء.

## المسلسلات والأفلام

كلاش وفرقته بصحبة الفنان حسن عسيري والفنان فايز المالكي بمسلسل بيني وبينك

قام كلاش بتمثيل الحلقة 18 من مسلسل بيني وبينك 3 بصحبة الفنان حسن عسيري والفنان فايز المالكي وحاز كلاش على دور البطولة بالمسلسل. كما قام بعمل فيديو كليب في يوم الأم لعام 2009 قام كلاش بعمل فيديو كليب لأغنية الأم وعرض الفيديو كليب على شاشة إم بي سي وإم تي في أرابيا

## حفلات شبابية
لدى كلاش العديد من الحفلات الشبابيه لهواة مستمعين الراب العربي ومنها حفله تدشين سياره Citroen DS 3 وحفله خاصه لدار الايتام وغيرها من الحفلات

## مسرحية صنع بالسعودية
قدم كلاش مسرحية «صنع في السعودية» على مسرح أبرق الرغامة في مدينة جدة ضمن فعاليات صيف جدة غير لعام 1432هـ. وتطرح المسرحية عددًا من الرسائل والمفاهيم من خلال طرح قضية الطلاب السعوديين المبتعثين للخارج والتطرق لبعض السلبيات والإيجابيات والتسهيلات التي قدمتها الدولة لهم. يشار إلى أن المسرحية من تأليف الكاتب فاروق الشعيبي وإخراج ممدوح سالم وإنتاج رواد ميديا للإنتاج الفني.

## الأغاني
| الأغنية                 | المغنين                 | نوع الاغنية | تاريخ الإصدار |
| ----------------------- | ----------------------- | ----------- | ------------- |
| 100 بار - الكابوس       | Klash                   | DissTrack   | 2017          |
| داعس                    | Klash                   | Hardcore    | 2016          |
| قفلة غشامة - الفتحة دبل | Klash Ft L.K            | DissTrack   | 2017          |
| كسرة عين                | Klash Ft L.K            | DissTrack   | 2017          |
| أحبك                    | Klash                   | هادف        |               |
| حواري جدة               | Klash                   | هادف        | قبل 2009      |
| ايش اللي صاير           | Klash Ft Randar         | هادف        |               |
| طحسنيزم                 | Westcoast G'z           | Hardcore    | 2018          |
| قيد ياغشيم - فصل الخطاب | Klash Ft L.K            | DissTrack   |               |
| ايوه                    | Klash                   | Hardcore    |               |
| عبيلة                   | Klash                   | DissTrack   | 2019          |
| مايدوم                  | Klash Ft L.K - Erikkk   | هادف        |               |
| خذ مني الكلام           | Klash                   | Hardcore    |               |
| نصيحة مشفق              | Klash                   | Hardcore    | 2020          |
| باقين                   | Klash Ft BIG S.P        | هادف        |               |
| موحدين للأبد            | Klash                   | هادف        | 2015          |
| 32 بار - ادرينالين      | Klash                   | Hardcore    | 2020          |
| لو كنت بدالك            | Klash Ft L.K - Erikkk   | هادف        |               |
| في ساحات الحرم          | Klash Ft Slow Moe       | هادف        |               |
| إعلام                   | Klash                   | هادف        |               |
| في راسي كلام            | Klash Ft BIG S.P - عدي  | هادف        | 2014          |
| كبار مجال               | Klash Ft MC Amin        | Hardcore    |               |
| حكاية                   | Klash feat the infamous | هادف        |               |
| غرباوي                  | Klash Ft. Eirkkk        | Hardcore    |               |
| درب المهالك             | Klash                   |             | 2021          |
| رسالة إلى الغالي        | Klash                   | هادف        | 2021          |
| أمي                     | Klash                   | هادف        | قبل 2009      |
| الأديب في فن التأديب    | Klash                   |             | 2020          |